# António Manoel de Vilhena
António Manoel de Vilhena, * 28. maj 1663, † 10. december 1736.
De Vilhena je bil portugalski plemič, ki je bil 66. knez in veliki mojster reda svetega Janeza iz Jeruzalema od 19. junija 1722 do svoje smrti leta 1736. V primerjavi s številnimi drugimi velikimi mojstri je bil dobronameren in zelo priljubljen pri malteških ljudeh. Vilhena se večinoma spominjajo kot ustanovitelja predmestja Floriane, gradnji Manoelove utrdbe in po Manoelovem gledališču, ki se imenuje po njem, ter prenovi mesta Mdina.

## Mladost
António Manoel de Vilhena se je rodil 28. maja 1663 v Lizboni aristokratu in generalu Domu Sanchu Manoelu de Vilhenu, 1. grofu de Vila Flor, in njegovi prvi ženi Ani de Noronha. Njegov oče se je boril v vojnah v srednji Evropi, Braziliji proti Nizozemski in portugalski osamosvojitveni vojni proti španski kroni. Vilhena je bil tudi daljni potomec ene svojih neposrednih očetovskih vej plemiške in kraljevske kastiljske družine Manuel iz  Villene. Bil je daljni stric vojvode portugalskega otoka Terceira.

## Vladanje
De Vilhena je bil izvoljen za velikega mojstra 19. junija 1722, tri dni po smrti svojega predhodnika Marc'Antonia Zondadarija.  20. septembra 1722 je Vilhena prevzel mesto Mdina. Bil je navdušen nad toplo dobrodošlico med tradicionalno slovesnostjo. 3. novembra istega leta pa je izdal ukaze za obnovo mestnih utrdb in prenovo celotnega mesta . Prenova je bila zaupana francoskemu arhitektu Charlesu Françoisu de Mondionu, ki je zasnoval številne baročne stavbe v pretežno srednjeveškem mestu. Zgradbe, zgrajene v Mdini med Vilhenovo sodno upravo, so Mdinska vrata, stolp Torre dello Standardo, Vilhenov dvorec, mestno hišo Banca Giuratale in Corte Capitanale, sprva sodišče. 
Leta 1723 je Vilhena financiral gradnjo trdnjave (Manoelova utrdba) na otoku Isolotto (zdaj se po njem imenuje Manoelov otok) v pristanišču Marsamxett. Utrdba je bila končana čez deset let in so jo uporabljali do 20. stoletja. Njena kapela je bila posvečena svetemu Antonu Padovanskemu, pokrovitelju velikega mojstra. Vilhena je ustanovil tudi Manoelovo fundacijo za vzdrževanje utrdbe, posadke in  obzidja. Bronasti kip velikega mojstra je bil leta 1736 na trgu v trdnjavi in je bil večkrat premeščen, preden je bil postavljen na današnji kraj na trgu papeža Janeza XXIII. v Floriani. 
Poleg gradnje utrdbe in obnove mdinskega obzidja so v obdobju Vilhenovega vladanja izboljšali tudi druge utrdbe na Malti. Na otoku Gozo je bila zgrajena topniška baterija svetega Antona, okrepljena je bila utrdba v Birgu, nadaljevala so se dela pri nedokončani vrsti trdnjav Cottonera. Leta 1736 so jih končno dokončali, kar je bilo skoraj stoletje po začetku gradnje vrste trdnjav svete Marjete.
Leta 1724 je veliki mojster ustanovil primestno naselje Borgo Vilhena, da bi zadostil povpraševanju po stanovanjih v prestolnici Valletta. Predmestje je bilo zgrajeno na območju med novo narejenimi trdnjavami v  Floriani in trdnjavami v Valletti.  Mesto je zdaj znano kot Floriana in v svojem grbu ohranja simbole Vilhenovega grba.
Leta 1730 je Vilhena v Santa Veneri zgradil poletno rezidenco Manoelova palača (zdaj znana kot Casa Leoni). Leta 1733 je zgradil tudi lovsko hišo v Naxxarju, ki je bila spremenjena v Palazzo Parisio. Vilhena je prav tako okrasil palačo Verdala iz 16. stoletja v Buskettu. 
Vilhena je leta 1731 naročil tudi gradnjo gledališča (Teatro Pubblico), ki je bilo odprto leto kasneje in se je v 19. stoletju preimenovalo v Manoelovo gledališče. Še danes deluje. Druga javna zgradba, ki je bila zgrajena leta 1773, je Banca Giuratale na Gozu.
Med njegovim vladanjem so tudi poskušali končati neprestano vojno med redom in osmanskim cesarstvom in skleniti mirovni sporazum. Pogajanja so potekala prek francoskega veleposlanika, vendar se ni nič zgodilo. Vilhena je ohranil nevtralnost reda po izbruhu poljske nasledstvene vojne leta 1733.

## Smrt
Vilhena je umrl 10. (ali 12. ) decembra 1736, star 73 let. Nasledil ga je Ramon Despuig. Pokopan je bil v kapeli, posvečeni kastiljski, leonski in portugalski skupnosti v cerkvi, danes sostolnici, svetega Janeza. Njegov nagrobni spomenik je oblikoval florentinski kipar Massimiliano Soldani Benzi. 
Manoelovo utrdbo domnevno preganja duh, znan kot črni vitez, ki spominja na Vilheno. 

## Grbi
Vilhenov grb sestavljata lev in krilata roka z dvignjenim mečem, ki predstavlja rodbino Manuel iz Villene. Na dveh četrtinah grba sta bela križa na rdečem ozadju, ki predstavljata red svetega Janeza. 
Grb je mogoče videti na številnih zgradbah, ki jih je naročil.
- Palača velikih mojstrov, Valletta, freska
- Vilhenov dvorec, Mdina
- Levji vodnjak, Floriana
- Napis pod levom
- Top v palači Orožarna, Valletta
- Spomenik v Floriani

Motivi z njegovega grba se še danes uporabljajo v grbu Floriane:
- Grb Floriane 1993–2006
- Grb Floriane iz leta 2006